# منظمة معاهدة جنوب شرق آسيا
منظمة معاهدة جنوب شرق آسيا (بالإنجليزية:Southeast Asia Treaty Organization) ( SEATO سياتو ) هي  منظمة دولية للدفاع الجماعي في جنوب شرق آسيا أنشأتها معاهدة الدفاع الجماعي لجنوب شرق آسيا، أو كما سميت ميثاق مانيلا، الموقعة في سبتمبر 1954 في مانيلا في الفلبين. تأسست المؤسسة الرسمية لسياتو في 19 فبراير 1955 في اجتماع شركاء المعاهدة في بانكوك، تايلاند. وكان مقر المنظمة أيضا في بانكوك. انضم ثمانية أعضاء إلى المنظمة.
أُنشأت أساسًا لمنع المزيد من المكاسب الشيوعية في جنوب شرق آسيا، وتعتبر منظمة سياتو عمومًا فاشلة لأن الصراع الداخلي والنزاع أعاق الاستخدام العام لجيش سياتو ؛ ومع ذلك، فإن البرامج الثقافية والتعليمية الممولة منها تركت آثارًا طويلة الأمد في جنوب شرق آسيا. حُلت سياتو في 30 يونيو 1977 بعد أن فقد العديد من الأعضاء الاهتمام وانسحبوا.

## التأسيس والهيكلية

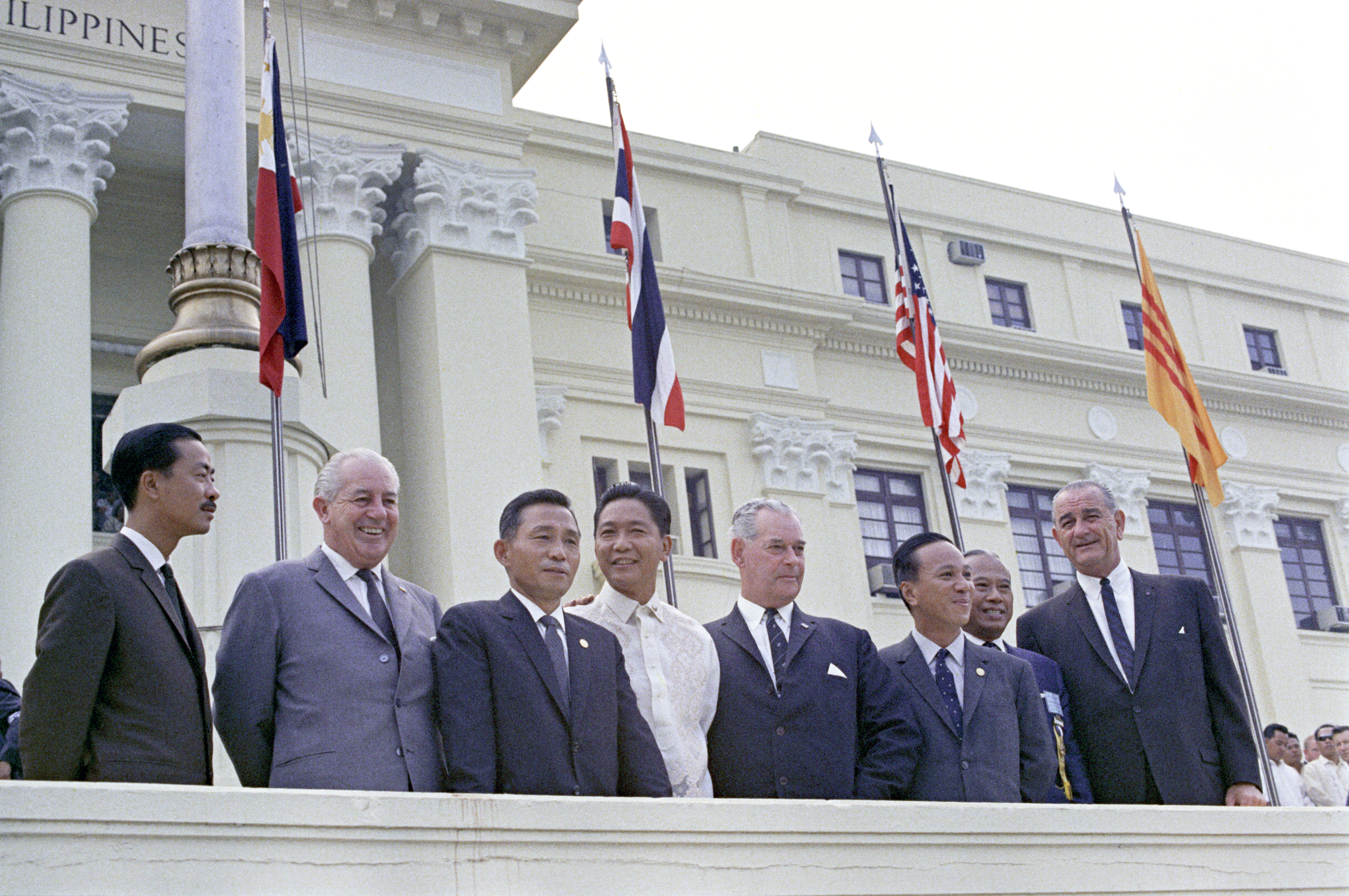
قادة بعض دول سياتو أمام مبنى الكونغرس في مانيلا، استضافهم الرئيس الفلبيني فرديناند ماركوس في 24 أكتوبر 1966

تم التوقيع على معاهدة الدفاع المشترك لجنوب شرق آسيا، أو ميثاق مانيلا، في 8 سبتمبر 1954 في مانيلا،  كجزء من مبدأ ترومان الأمريكية لإنشاء معاهدات دفاع ثنائية وجماعية مناهضة للشيوعية. كانت هذه المعاهدات والاتفاقيات تهدف إلى إنشاء تحالفات من شأنها إبقاء القوى الشيوعية تحت السيطرة ( الصين الشيوعية، في حالة سياتو). اعتبر الدبلوماسي الأمريكي والخبير السوفيتي جورج كينان أن هذه السياسة قد طورت إلى حد كبير. يعتبر وزير خارجية الرئيس دوايت دي أيزنهاور جون فوستر دالاس (1953-1959) القوة الأساسية وراء إنشاء سياتو، التي وسعت مفهوم الدفاع الجماعي المناهض للشيوعية إلى جنوب شرق آسيا. دافع نائب الرئيس آنذاك، ريتشارد نيكسون، عن نظير آسيوي لمنظمة حلف شمال الأطلسي ( الناتو ) عند عودته من رحلته الآسيوية في أواخر عام 1953،  وكان الناتو نموذجًا للمنظمة الجديدة، حيث قصدت القوات العسكرية لكل عضو يتم تنسيقها لتوفير الدفاع الجماعي للدول الأعضاء.
تأسست المنظمة، التي يقع مقرها الرئيسي في بانكوك، في عام 1955 في الاجتماع الأول لمجلس الوزراء الذي أنشأته المعاهدة، على عكس ما يفضله دالاس لتسمية المنظمة "ManPac".  من الناحية التنظيمية، كان يرأس سياتو الأمين العام، الذي تم إنشاء مكتبه في عام 1957 في اجتماع عُقد في كانبيرا،  مع مجلس ممثلين من الدول الأعضاء وموظفين دوليين. كما حضرت لجان الاقتصاد والأمن والمعلومات. كان أول أمين عام لمنظمة سياتو هو بوتي ساراسين، وهو دبلوماسي وسياسي تايلاندي عمل سفيراً لتايلاند لدى الولايات المتحدة بين عامي 1952 و 1957،  ورئيس وزراء تايلاند من سبتمبر 1957 إلى 1 يناير 1958.
على عكس حلف الناتو، لم يكن لدى منظمة سياتو أوامر مشتركة مع القوات الدائمة. بالإضافة إلى ذلك، كان بروتوكول استجابة سياتو في حالة الشيوعية التي تشكل «خطرًا مشتركًا» على الدول الأعضاء غامضًا وغير فعال، على الرغم من أن العضوية في تحالف سياتو قدمت أساسًا منطقيًا لتدخل عسكري أمريكي واسع النطاق في المنطقة خلال حرب فيتنام. الحرب (1955-1975).

## العضوية

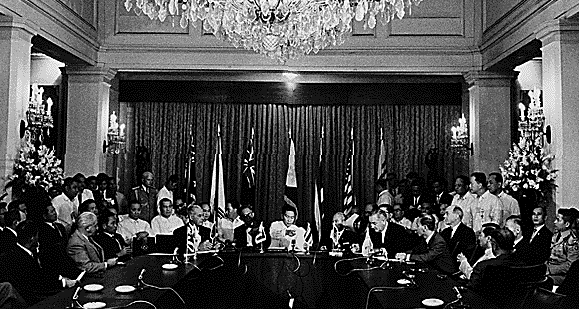
1966 مؤتمر SEATO في مانيلا

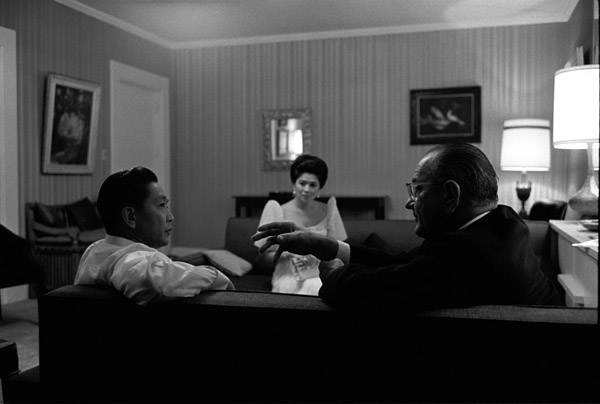
الرئيس الفلبيني فرديناند ماركوس، والسيدة الأولى إيميلدا ماركوس، والرئيس الأمريكي ليندون جونسون يتحدثون في مؤتمر مانيلا لدول سياتو حول حرب فيتنام في مانيلا في أكتوبر 1966

على الرغم من اسمها، تضم سياتو في الغالب دولًا تقع خارج المنطقة ولكن لها مصلحة إما في المنطقة أو بالمنظمة نفسها. كانت أستراليا (التي أدارت بابوا غينيا الجديدة )، وفرنسا (التي تخلت مؤخرًا عن الهند الصينية الفرنسية )، ونيوزيلندا، وباكستان (التي شملت حتى عام 1971 باكستان الشرقية، وبنغلاديش حاليًا)، والفلبين، وتايلاند، والمملكة المتحدة (التي كانت تدير هونغ كونغ.، شمال بورنيو وساراواك ) والولايات المتحدة.
كانت الفلبين وتايلاند الدولتين الوحيدتين في جنوب شرق آسيا التي شاركت بالفعل في المنظمة. فقد تقاسموا علاقات وثيقة مع الولايات المتحدة، ولا سيما الفلبين، وواجهوا حركات تمرد شيوعية أولية ضد حكوماتهم. أصبحت تايلاند عضوًا عند اكتشاف «منطقة الحكم الذاتي التايلاندية» التي تأسست حديثًا (مقاطعة شيشوانغبانا داي ذاتية الحكم ) في يونان الصينية (في جنوب غرب الصين ) - ويبدو أنها تشعر بالتهديد من التخريب الماوي المحتمل على أراضيها. كانت دول إقليمية أخرى مثل بورما وإندونيسيا أكثر وعيًا بالاستقرار الداخلي الداخلي بدلاً من أي تهديد شيوعي،  وبالتالي رفضت الانضمام إليها. اختارت مالايا (استقلالها في عام 1957 ؛ بما في ذلك سنغافورة بين عامي 1963 و 1965) عدم المشاركة رسميًا، على الرغم من تحديثها بالتطورات الرئيسية بسبب علاقتها الوثيقة مع المملكة المتحدة.
مُنعت الدول التي تشكلت حديثًا من الهند الصينية الفرنسية ( فيتنام الشمالية وجنوب فيتنام وكمبوديا ولاوس ) من المشاركة في أي تحالف عسكري دولي نتيجة لاتفاقيات جنيف الموقعة في 20 يوليو من العام نفسه والتي انتهت بنهاية حرب الهند الصينية الأولى. ومع ذلك، مع التهديد المستمر القادم من فيتنام الشمالية الشيوعية وإمكانية تحول نظرية الدومينو مع الهند الصينية إلى حدود شيوعية، وضعت منظمة سياتو هذه البلدان تحت حمايتها - وهو فعل يعتبر أحد المبررات الرئيسية للولايات المتحدة. التورط في حرب فيتنام. لكن كمبوديا رفضت الحماية في عام 1956.
غالبية أعضاء منظمة سياتو لم يكونوا موجودين في جنوب شرق آسيا. بالنسبة لأستراليا ونيوزيلندا، كان يُنظر إلى سياتو على أنها منظمة أكثر إرضاءً من أنزوس (الاتفاقية الأمنية بين أستراليا، ونيوزيلندا، والولايات المتحدة). التطورات في الهند الصينية. أخيرًا وليس آخرًا، عندما نظرت الولايات المتحدة إلى جنوب شرق آسيا على أنه جبهة محورية للجغرافيا السياسية للحرب الباردة، رأت أن إنشاء سياتو أمر ضروري لسياسة احتواء الحرب الباردة.
بشكل عام، عكست العضوية مزيجًا في منتصف الخمسينيات من الدول الغربية المعادية للشيوعية ومثل هذه الدول في جنوب شرق آسيا. تمثل المملكة المتحدة وفرنسا والولايات المتحدة، التي انضمت الأخيرة بعد أن صدق مجلس الشيوخ الأمريكي على المعاهدة بأغلبية 82-1 صوتًا،  أقوى القوى الغربية. كما نظرت كندا في الانضمام، لكنها قررت عدم الانضمام من أجل التركيز على مسؤوليات الناتو.

### الميزانية
متوسط المساهمات في الميزانيات المدنية والعسكرية بين عامي 1958 و1973:
- الولايات المتحدة: 24٪
- المملكة المتحدة: 16٪
- فرنسا: 13.5٪
- أستراليا: 13.5٪
- باكستان: 8٪
- الفلبين: 8٪
- تايلاند: 8٪
- نيوزيلندا: 8٪

### الأمناء العامون
الأمناء العامون لـمنظمة سياتو هم:
| الاسم                             | الدولة   | من             | إلى            |
| --------------------------------- | -------- | -------------- | -------------- |
| بوت ساراسين                       | تايلاند  | 5 سبتمبر 1957  | 22 سبتمبر 1958 |
| وليام وورث ( التمثيل )            | أستراليا | 22 سبتمبر 1957 | 10 يناير 1958  |
| بوت ساراسين                       | تايلاند  | 10 يناير 1958  | 13 ديسمبر 1963 |
| وليام وورث ( التمثيل )            | أستراليا | 13 ديسمبر 1963 | 19 فبراير 1964 |
| Konthi Suphamongkhon [الإنجليزية] | تايلاند  | 19 فبراير 1964 | 1 يوليو 1965   |
| جيسوس إم فارغاس                   | الفلبين  | 1 يوليو 1965   | 5 سبتمبر 1972  |
| Sunthorn Hongladarom              | تايلاند  | 5 سبتمبر 1972  | 30 يونيو 1977  |

## الجانب العسكري

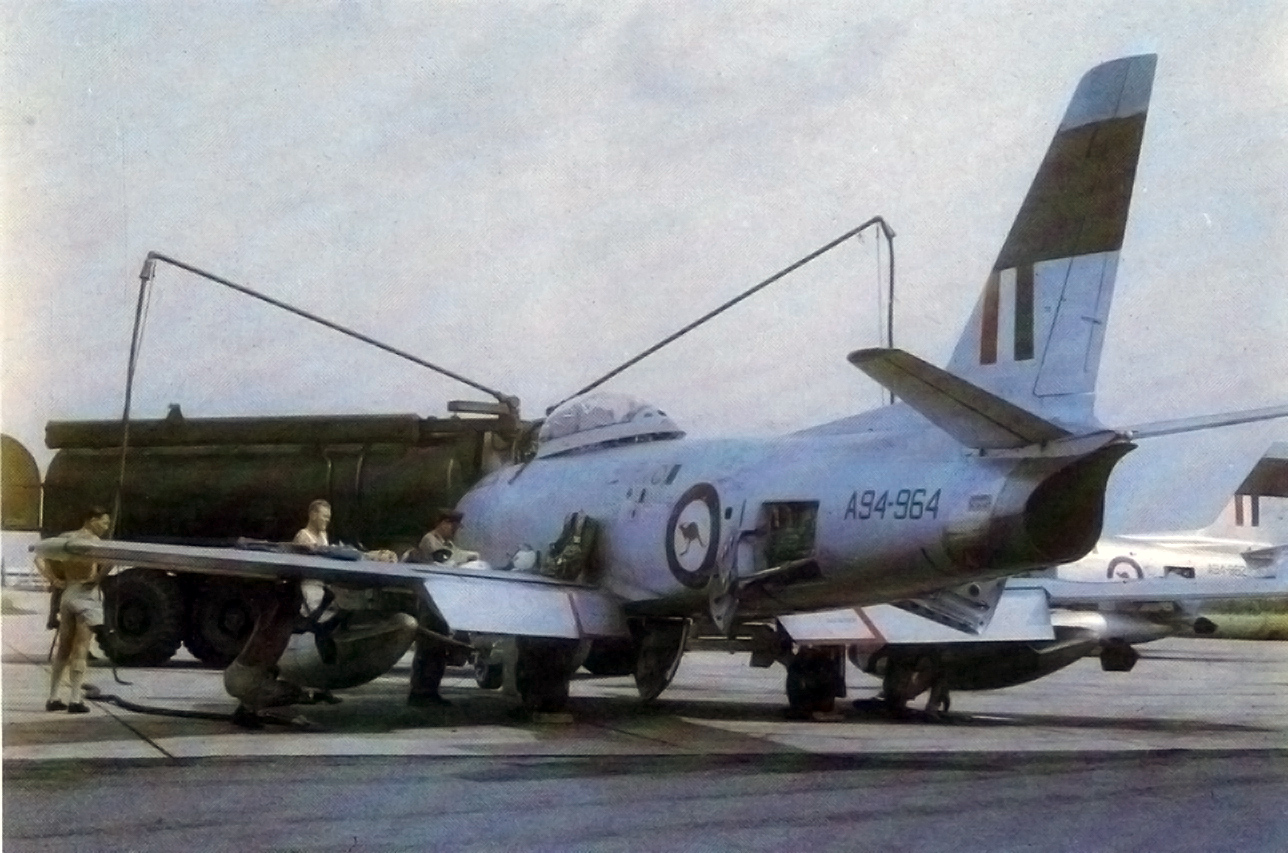
تم نشر السرب رقم 79 الأسترالي في قاعدة Ubon Royal Thai Air Force Base في تايلاند، كجزء من التزام أستراليا تجاه سياتو

بعد إنشائها، سرعان ما أصبحت سياتو غير ذات أهمية عسكرية، حيث ساهمت معظم الدول الأعضاء فيها قليلاً جدًا في التحالف. بينما عقدت القوات العسكرية سياتو تدريبات عسكرية مشتركة، لم يتم توظيفهم أبدًا بسبب الخلافات الداخلية. لم تتمكن سياتو من التدخل في النزاعات في لاوس لأن فرنسا والمملكة المتحدة رفضتا استخدام العمل العسكري. ونتيجة لذلك، قدمت الولايات المتحدة دعمًا أحادي الجانب إلى لاوس بعد عام 1962. على الرغم من سعي الولايات المتحدة، فقد تم رفض تورط سياتو في حرب فيتنام بسبب نقص التعاون البريطاني والفرنسي.
استشهدت كل من الولايات المتحدة وأستراليا بالتحالف كمبرر للتورط في فيتنام. زودت عضوية الولايات المتحدة في سياتو الولايات المتحدة بالأساس المنطقي لتدخل عسكري أمريكي واسع النطاق في جنوب شرق آسيا. قبلت دول أخرى، مثل المملكة المتحدة ودول رئيسية في آسيا، هذا المنطق. في عام 1962، كجزء من التزامها تجاه سياتو، قامت القوات الجوية الملكية الأسترالية بنشر CAC Sabers من سربها رقم 79 في قاعدة Ubon Royal Thai Air Force Base، تايلاند. بدأت صواريخ Sabers في لعب دور في حرب فيتنام في عام 1965، عندما توسعت مسؤوليات الدفاع الجوي لتشمل حماية طائرات USAF باستخدام Ubon كقاعدة للضربات ضد فيتنام الشمالية.

## الآثار الثقافية

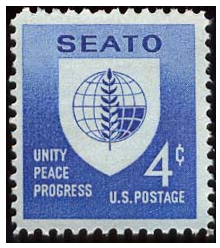
طابع بريد أمريكي 1960 لمنظمة سياتو

بالإضافة إلى التدريب العسكري المشترك، عملت الدول الأعضاء في سياتو على تحسين القضايا الاجتماعية والاقتصادية المشتركة. تم الإشراف على هذه الأنشطة من قبل لجنة المعلومات والثقافة والتعليم وأنشطة العمل التابعة لـلمنظمة، وأثبتت أنها من أعظم نجاحات سياتو. في عام 1959، أنشأ الأمين العام الأول لمنظمة سياتو  بوت ساراسين، مدرسة سياتو للدراسات العليا للهندسة (حاليًا المعهد الآسيوي للتكنولوجيا ) في تايلاند لتدريب المهندسين. رعت منظمة سياتو  أيضًا إنشاء مركز تطوير المعلمين في بانكوك، وكذلك مدرسة التدريب الفني العسكري التايلاندية، والتي قدمت برامج فنية للمشرفين والعمال. أنشأ مشروع سياتو للعمالة الماهرة (SLP) مرافق تدريب الحرفيين، خاصة في تايلاند، حيث تم إنشاء واحد وتسعين ورشة عمل تدريبية.
قدمت سياتو أيضًا تمويلًا للبحوث ومنحًا في المجالات الزراعية والطبية. في عام 1959، أنشأت سياتو مختبر أبحاث الكوليرا في بانكوك، وأنشأت لاحقًا مختبرًا ثانيًا لأبحاث الكوليرا في دكا، شرق باكستان. سرعان ما أصبح مختبر دكا مرفق أبحاث الكوليرا الرائد في العالم وأعيد تسميته لاحقًا بالمركز الدولي لأبحاث أمراض الإسهال، بنغلاديش. كانت منظمة سياتو مهتمة أيضًا بالأدب، وتم إنشاء جائزة سياتو الأدبية ومنحها للكتاب من الدول الأعضاء.

## الانتقاد وحل المنظمة
على الرغم من أن وزير الخارجية جون فوستر دالاس اعتبر منظمة سياتو عنصرًا أساسيًا في السياسة الخارجية للولايات المتحدة في آسيا، فقد اعتبر المؤرخون أن ميثاق مانيلا فشل، ونادرًا ما يتم ذكره في كتب التاريخ. في مؤتمر جنيف لعام 1954 حول الهند الصينية، وصف السير جيمس كيبل، الدبلوماسي والاستراتيجي البحري،  سياتو بأنها «ورقة توت لعري السياسة الأمريكية»، مشيرًا إلى ميثاق مانيلا باعتباره «حديقة حيوانات للنمور الورقية». في وقت مبكر من الخمسينيات من القرن الماضي، حاول أنورين بيفان دون جدوى منع سياتو في البرلمان البريطاني، وفي وقت من الأوقات قاطع نقاشًا برلمانيًا بين وزير الخارجية أنطوني إيدن وزعيم المعارضة كليمنت أتلي لانتقادهما بسبب التفكير في الفكرة.
في أوائل السبعينيات، ظهرت مسألة حل المنظمة. انسحبت باكستان في عام 1972، بعد انفصال شرق باكستان وأصبحت بنغلاديش في 16 ديسمبر 1971. هُزمت فيتنام الجنوبية في الحرب من قبل فيتنام الشمالية وسحبت فرنسا الدعم المالي في عام 1975،  ووافق مجلس سياتو على التخلص التدريجي من المنظمة. بعد تمرين نهائي في 20 فبراير 1976، تم حل المنظمة رسميًا في 30 يونيو 1977 أثناء إدارة كارتر.

## الملاحظات
1. ↑  Leifer 2005
2. 1 2 3 4 5 6 7 8 9 10 11 12 13 14  Franklin 2006
3. ↑  Jillson 2009
4. ↑  Ooi 2004
5. ↑  Nixon Alone, by Ralph de Toledano, pp. 173–74
6. ↑  Boyer et al. 2007
7. 1 2 3  Page 2003
8. ↑  Weiner 2008
9. ↑  "History of Thai Prime Ministers". Royal Thai Government. مؤرشف من الأصل في 2011-04-26. اطلع عليه بتاريخ 2011-04-22.
10. 1 2 3 4  Encyclopædia Britannica (India) 2000
11. 1 2 3  Maga 2010
12. 1 2 3 4  "Southeast Asia Treaty Organization (SEATO), 1954". Office of the Historian. U.S. Department of State. مؤرشف من الأصل في 2012-10-07. اطلع عليه بتاريخ 2012-10-03.
13. ↑  US PSB, 1953 United States Psychological Studies Board (US PSB). (1953). US Psychological Strategy Based on Thailand, 14 September. Declassified Documents Reference System, 1994, 000556–000557, WH 120.
14. ↑  Nehru Has Alternative To SEATO. (5 August 1954). The Sydney Morning Herald (NSW: 1842–1954), p. 1. Retrieved 3 October 2012. نسخة محفوظة 16 يناير 2022 على موقع واي باك مشين.
15. ↑  "Milestones: 1953–1960 – Office of the Historian". history.state.gov. مؤرشف من الأصل في 2022-07-14. اطلع عليه بتاريخ 2019-03-14.
16. 1 2 3 4  Blaxland 2006
17. 1 2 3 4  Grenville 2001
18. ↑  Brands, Jr.، Henry W. (مايو 1987). "From ANZUS to SEATO: United States Strategic Policy towards Australia and New Zealand, 1952–1954". The International History Review. No. 2. ج. 9 ع. 2: 250–270. DOI:10.1080/07075332.1987.9640442.
19. 1 2  Hearden 1990
20. ↑  Tarling 1992
21. ↑  Pierre Journoud, De Gaulle et le Vietnam: 1945–1969, Éditions Tallandier, Paris, 2011, 542 p. (ردمك 978-2847345698)
22. ↑  Stephens 1995
23. ↑  Independent Review Panel (9 يوليو 2004). Report to the Minister Assisting the Minister for Defence (PDF). مؤرشف من الأصل (PDF) في 2021-03-01. اطلع عليه بتاريخ 2011-05-01.
24. ↑  Boonkhachorn، Trislipa. "Literary Trends and Literary Promotions in Thailand". مؤرشف من الأصل في 2022-06-18. اطلع عليه بتاريخ 2011-04-24.
25. ↑  "Sir James Cable". www.telegraph.co.uk. Telegraph Media Group. 13 أكتوبر 2001. مؤرشف من الأصل في 2022-01-12. اطلع عليه بتاريخ 2011-03-29.
26. ↑  Campbell، John (2010). Pistols at Dawn: Two Hundred Years of Political Rivalry from Pitt and Fox to Blair and Brown. London: Vintage. ص. 222. ISBN:978-1-84595-091-0. OCLC:489636152. مؤرشف من الأصل في 2022-10-02.
27. ↑  "Thai given mandate to dissolve SEATO". The Montreal Gazette. 25 سبتمبر 1975. مؤرشف من الأصل في 2022-05-15. اطلع عليه بتاريخ 2012-07-08.
28. ↑  "Thailand" (PDF). Army Logistics University. القوات البرية للولايات المتحدة. مؤرشف من الأصل (PDF) في 2014-05-02. اطلع عليه بتاريخ 2012-07-06. Despite the dissolution of the SEATO in 1977, the Manila Pact remains in force and, together with the Thanat-Rusk communiqué of 1962, constitutes the basis of U.S. security commitments to Thailand.